# Mútulo

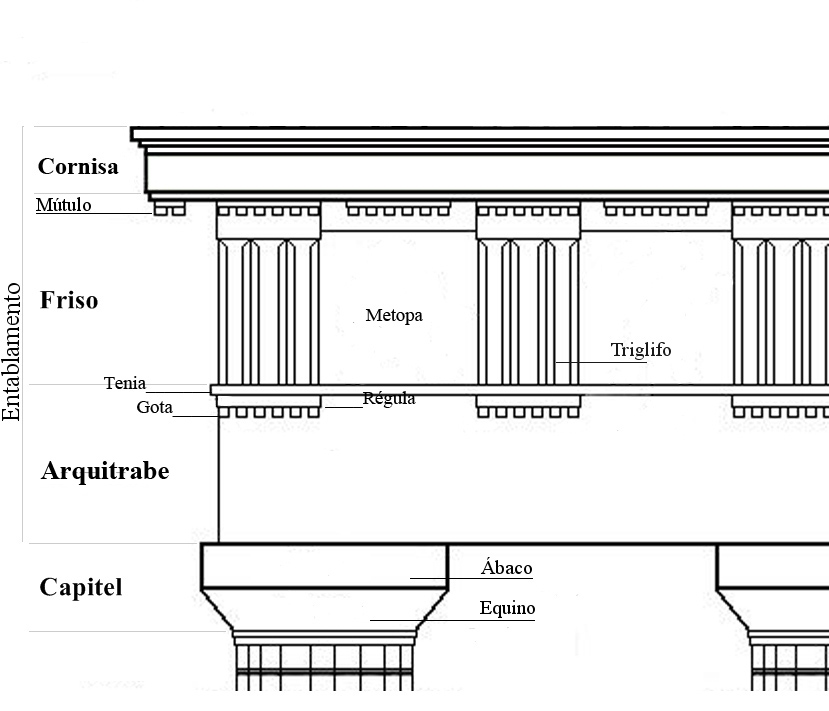
Elementos arquitectónicos del orden dórico.

El mútulo (del latín mutulus, madero o piedra saliente) designa, en la arquitectura dórica de la Antigua Grecia, a la laja de piedra rectangular, como un modillón, ornamentado con tres o seis gotas. 
Está esculpido debajo de la cornisa. Su anchura es igual a la de los triglifos sobre los que se coloca.